# Alexandra Goujon
Pour les articles homonymes, voir Goujon.
Alexandra Goujon, née le 1er juin 1972, est une politologue française spécialiste des pays d'Europe de l'Est et en particulier de la Biélorussie et de l'Ukraine.

## Biographie
Après des études en administration économique et sociale à l'université de Tours et à l'université Paris-1 Panthéon-Sorbonne, elle obtient en 1994 une maîtrise de science politique (toujours à l'université Paris-1 Panthéon-Sorbonne) puis en 1996, après une année universitaire à Irkoutsk en 1994-1995, un DEA à l'Institut d'études politiques de Paris (études comparées sur la transition démocratique en Europe de l'Est).
Elle soutient en 2001 sa thèse de doctorat en science politique rédigée sous la direction de Dominique Colas : Nationalisme et démocratie à la fin de l'URSS : les fronts populaires d'Ukraine et de Biélorussie (1988-1991).
Alexandra Goujon est maîtresse de conférences à l'université de Bourgogne,. Elle assure entre autres les cours consacrés à l'Europe et ses institutions, aux études des partis politiques et aux analyses des politiques nationales.
Elle enseigne également à l'Institut d'études politiques de Paris (campus de Paris et de Dijon),,,.

## Accueil critique
Pour l'universitaire Anna Colin Lebedev, l'ouvrage d'Alexandra Goujon, Révolutions politiques et identitaires en Ukraine et Biélorussie donne « une présentation complète et précise de l’évolution institutionnelle et politique de l’Ukraine et de la Biélorussie à partir des dernières années de l’URSS ». Elle compare notamment l'évolution politique des deux pays, frontaliers et culturellement proches. L'universitaire lituanien Andrei Stsiapanau indique qu'Alexandra Goujon utilise des ouvrages sur l’URSS et ses satellites de grandes importances et ce pour des périodes peu abordées par les chercheurs,.

### Articles
- « Le “loukachisme” ou Le populisme autoritaire », in Politique et société, 2002[12].